# Гент
Гент (на нидерландски: Gent, [ɣ̟ɛn̪t̪]) е град в северозападна Белгия, административен център на провинция Източна Фландрия и окръг Гент. Населението му е около 260 000 души (2019).
Селището възниква при вливането на река Лейе в Схелде и през Средновековието се превръща в един от най-големите и богати градове на Северна Европа с около 60 хиляди жители през 1300 година, 70 хиляди през 1400 година, достигайки за кратко до 175 хиляди след 1500 година. Днес градът е натоварено пристанище и университетски център.

## История
Най-ранните свидетелства за присъствие на хора в района на днешния град са от каменната епоха. Повечето изследователи смятят, че името на града произлиза от келтската дума ganda („устие“) и е свързано с вливането на река Лейе в Схелде, а някои го свързват с името на слабо известното келтско божество Гонтия. Няма писмени свидетелства за селище на мястото на Гент през Римската епоха, но археологическите свидетелства от периода показват, че местността продължава да се обитава. Франките се установяват в областта от края на IV век, замествайки келтския и латинския език със старонидерландски.
През 11 и 12 век Гент се превръща във важен търговски център благодарение на местното производство на плат, изработен от вносна английска вълна. Точно по това време е построен внушителният каменен град Замъкът на графовете (или Gravensteen). През 1500 г. именно в Гент се ражда Карл V, предназначен да стане един от най-големите европейски владетели.

## Икономика
Градът е третият икономически център в страната. В Гент производствени мощности имат: Волво, Хонда и Ямаха.

## Транспорт
Гент е град с голямо пристанище, третото най-натоварено в Белгия. Градът е свързан с Нидерландия, чрез канала Гент – Тернeзен.

### Градски транспорт
В градът има четири трамвайни линии.

## Култура

### Музей
- Музей на изящните изкуства в Гент[11]

Това е един от най-богатите музеи на културна тематика в цяла Белгия. Началото е поставено през XVIII век, първите колекции са били свързани с църковни творби и творби собственост на йезуитския орден. Голямата зала на музея е украсена с великолепни гоблени, пет от които идват от замъка на графовете на Фландрия и са направени през 1717 г. от брюкселския творец Урбан Лайнирсом.
- Градски музей
- Музей на индустрията

### Галерии
- Галерия на изящните изкуства „Франсис Маре“
- Кунстхал
- Карго-арт
- Галерия „Свети Йоан“

## Образование
- Гентски университет

## Известни личности
Родени в Гент
- Анри от Гент (ок. 1217 – 1293), философ
- Едвард Анселе (1856 – 1938), политик
- Филип ван Артевелде (1340 – 1382), политик
- Якоб ван Артевелде (1290 – 1345), политик
- Марк Ван Монтагю (р. 1933), биолог
- Хюго ван дер Гус (1435 – 1485), художник
- Франк Де Вине (р. 1961), космонавт
- Раймонд Детрез (р. 1948), българист
- Карл V (1500 – 1558), крал на Кастилия и Арагон и император на Свещената Римска империя
- Адолф Кетле (1796 – 1874), статистик и астроном
- Арман Лимнандер де Нюенхове (1814 – 1892), композитор
- Хелмут Лоти (р. 1969), певец
- Тео Льофевр (1914 – 1973), политик
- Морис Метерлинк (1862 – 1949), писател
- Жерар Мортие (1943 – 2014), музикален директор
- Вадис Оджиджа-Офое (р. 1989), футболист
- Виктор Орта (1861 – 1947), архитект
- Жак Рох (р. 1942), спортен функционер
- Марк Слен (р. 1922), автор на комикси
- Даниел Термонт (р. 1954), политик
- Жан Ван Хауте (1907-1991), политик
- Филип Херевеге (р. 1947), диригент
- Рене Якобс (р. 1946), певец и диригент

Починали в Гент
- Едвард Анселе (1856 – 1938), политик
- Арнулф II (960 – 987), граф
- Якоб ван Артевелде (1290 – 1345), политик
- Сирил Бойсе (1859 – 1932), писател
- Ян Франс Вилемс (1793 – 1846), писател и общественик
- Изабела Хабсбург (1501 – 1526), кралица на Швеция, Дания и Норвегия

Други
- Димитър Котев (1902 – ?), български политик, завършва строително инженерство през 1934